# Асида (блюдо)
Асида (араб.:عصيدة ‘aṣīdah) — традиционное арабское блюдо, заварное тесто или каша из пшеничной или другой муки, вымешенная с растительным маслом, употребляется горячим. В качестве соуса  используются растопленное сливочное масло, мёд, сироп. Иногда соусом выступает смесь из рубленого мяса, томатов, чеснока и простокваши. Блюдо особенно популярно в Ливии, Тунисе, Судане, Саудовской Аравии и Йемене. Асиду принято есть руками.

## История
Первое документальное упоминание асиды относится к XIII веку и находится в испанско-мусульманской поваренной книге. Известно, что в XIII—XIV веках в горной местности Эр-Риф готовили не из пшеничной муки, а из жареного ячменя. Примерно в XV веке в блюда начали добавлять аргановое масло, что зафиксировал арабский географ Лев Африканский.

## Вариации
В Ливии асиду подают со специальным сладким сиропом или мёдом.
В Судане блюдо употребляется в пищу с томатным соусом.